# Deutz AG

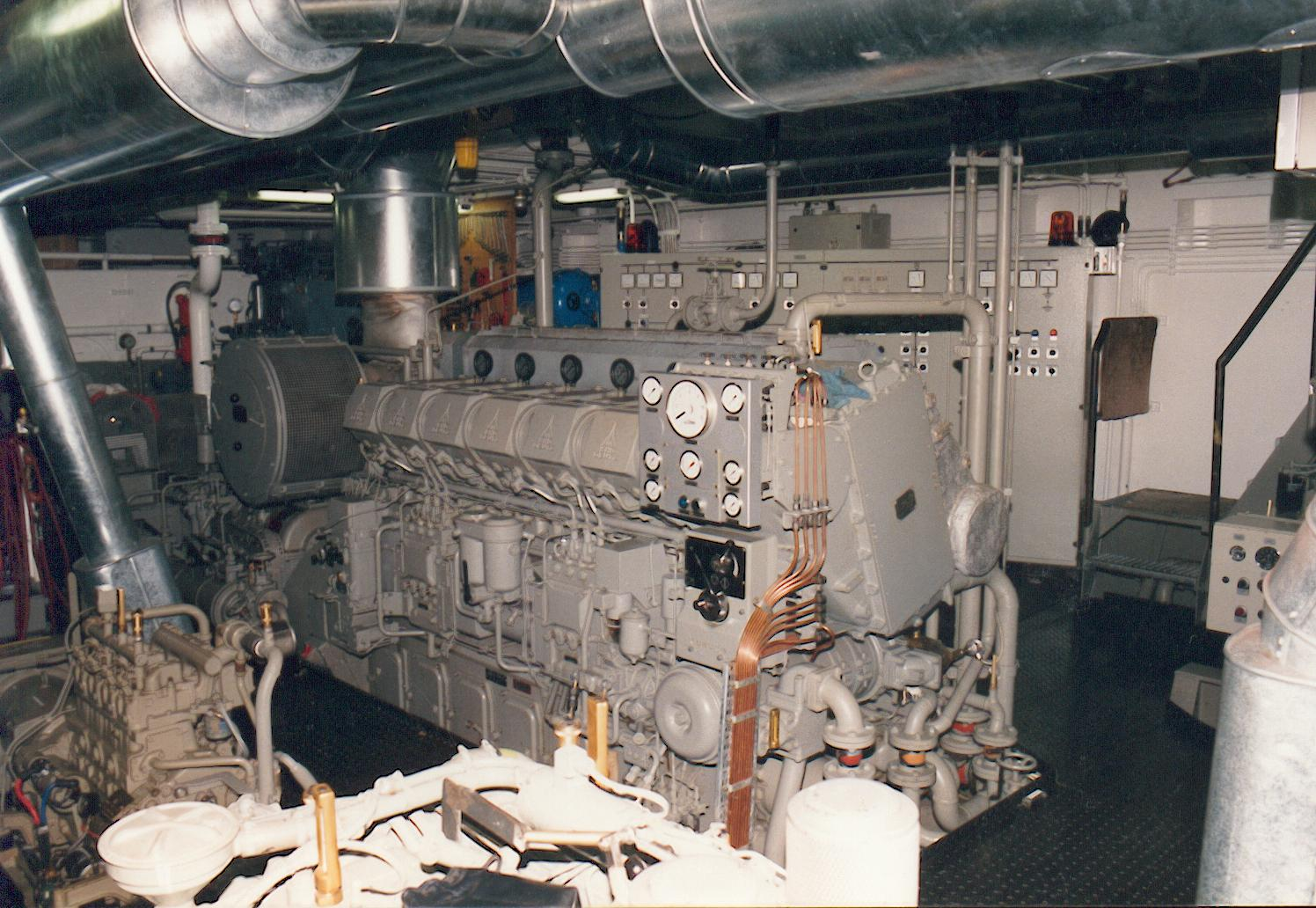
Dvanáctiválcový lodní motor, 1200 koní

Deutz AG je německý výrobce motorů, strojů a dopravních prostředků se sídlem v Kolíně nad Rýnem. Firma během své dlouhé historie nesla různá jména, například KHD (zkratka Klöckner-Humboldt-Deutz AG). Nákladní automobily a autobusy vyráběné firmou nesly název Magirus-Deutz, traktory Deutz a později Deutz-Fahr.
Firma od roku 1964 používá logo společnosti Magirus z Ulmu: jde o velké písmeno „M“ stylizované do siluety chrámu v Ulmu. V březnu 2007 firma přeložila své hlavní sídlo z městské části Köln-Deutz do největšího výrobního závodu v části Köln-Porz.

## Historie

### N. A. Otto & Cie, Gasmotoren-Fabrik Deutz AG (1864-1930)
Firma Deutz AG byla založena v roce 1864 jako N. A. Otto & Cie v Kolíně. Založili ji Eugen Langen a Nicolaus August Otto (vynálezce Ottova motoru). Firma je tak jedním z nejstarších výrobců motorů na světě. V roce 1869 následoval přesun firmy do čtvrti Deutz. V roce 1872 se přejmenovala na Gasmotoren-Fabrik Deutz AG. Spolupracovníky firmy ve vedoucích funkcích byli například Gottlieb Daimler a Wilhelm Maybach. V roce 1876 začala se sériovou výrobou čtyřtaktních motorů.
V následujících letech společnost rozšiřovala výrobu o další obory, především skupováním provozů svých konkurentů. V období let 1892 až 1970 vyráběl Deutz lokomotivy a důlní lokomotivy, především dieselové. Od roku 1897 vyráběla vznětové motory, později i v licenci firmy MAN. Mezi lety 1907 až 1912 se pod vedením Ettore Bugattiho neúspěšně pokoušela i o výrobu osobních automobilů. V roce 1926 představil Deutz svůj první dieselový traktor. Během první světové války stavělo 3 400 zaměstnanců pětitunové nákladní automobily podle návrhu Josefa Volmera. Mimoto Deutz vyráběl i tahač „Deutzer Trekker“ pro dělostřelectvo. Firma vystavovala své nákladní vozy i na průmyslové výstavě v roce 1925 v Berlíně. Nejdůležitější částí výrobního programu byla po dlouhá léta zemědělská technika. Produkce zahrnovala vzduchem, olejem a vodou chlazené naftové a plynové motory pro stacionární i mobilní použití s výkony v rozsahu 40 kW až 4 MW.

### Humboldt-Deutz, Klöckner-Humboldt-Deutz (KHD) (1930–1983)

#### Období (1930–1939)
V roce 1930 následovalo převzetí kolínské strojírenské firmy Humboldt AG, která vyráběla stroje k těžbě a úpravám surovin a sypkých hmot (těžní zařízení, mlýny, drtiče a vibrátory). Současně s tím se změnilo jméno na Humboldt-Deutz. Po převzetí další společnosti Motorenfabrik Oberursel byly společností vyráběny i letecké motory. Továrna v Oberurselu patří v současnosti firmě Rolls-Royce Deutschland.
O šest let později převzal Humboldt-Deutz společnost Magirus vyrábějící nákladní a užitkové automobily v Ulmu, která měla v té době finanční problémy. Obě firmy se vzájemně doplňovaly: Magirus vyráběl vozidla, Humboldt-Deutz dodával motory. Fúze umožnila výrobu mnoha typů nákladních vozů, autobusů a hasičských speciálů. Vozidla byla prodávána pod značkou Magirus-Deutz.
V roce 1938 došlo k podpisu smlouvy s firmou Klöckner-Werke AG a vznikla firma Klöckner-Humboldt-Deutz AG (zkratka KHD).

#### Druhá světová válka

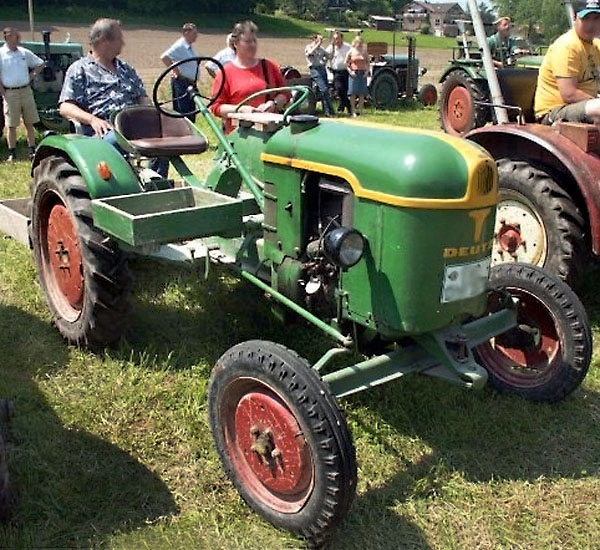
Traktor Deutz F1L 612 (1953–1958)

Během druhé světové války se firma především zabývala zbrojní výrobou, vyráběla tanky, obrněná vozidla, pásová a polopásová vozidla („Raupenschlepper Ost“) pro Wehrmacht. Pro tuto techniku byly nově vyvíjeny vzduchem chlazené dieselové motory.

#### Období 1945–1970

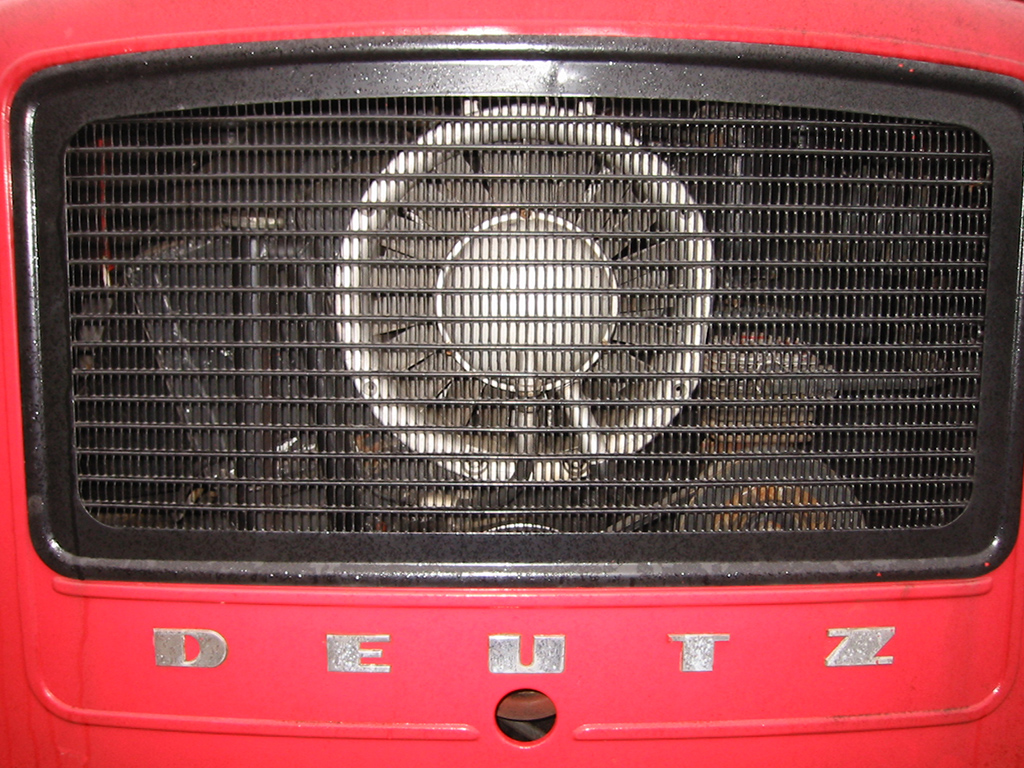
Pohled na chladič vzduchu

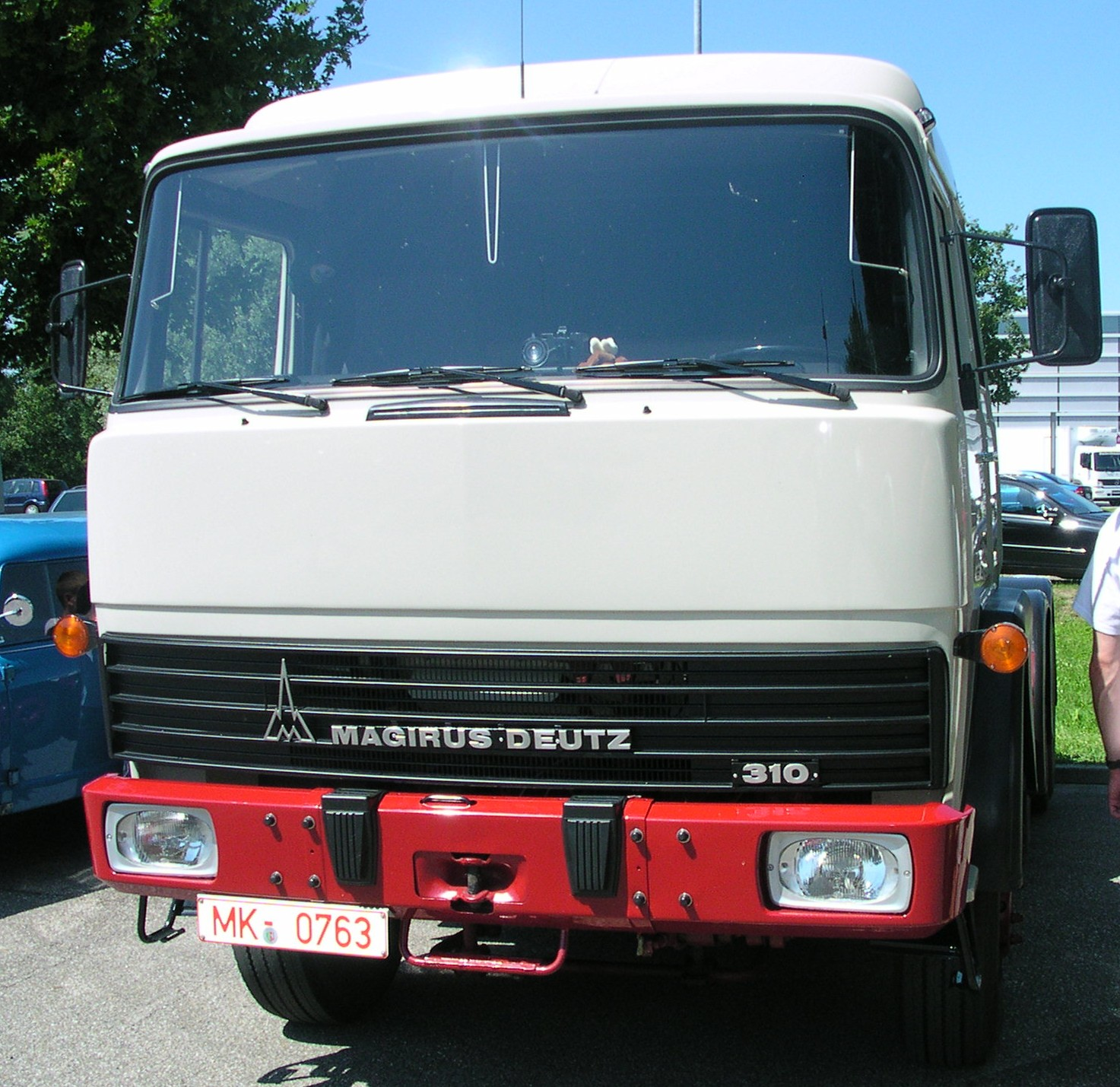
Nákladní automobil Magirus-Deutz

Výrobní kapacity byly v průběhu války silně poškozeny. Koncem roku 1945 se opět rozběhla výroba pásových vozidel, tentokrát šlo o stroje pro mírové nasazení, zejména pro lesní hospodářství. První poválečné nákladní automobily měly vodou chlazené naftové motory, které byly od roku 1948 nahrazeny nově vyvíjenými motory chlazenými vzduchem. Vzduchem chlazené motory byly v poválečné době poznávacím znamením vozů firmy KHD (do současné doby vyvíjí a vyrábí tento druh motorů pro nákladní vozy už jen česká automobilka Tatra). Tyto motory byly používány i pro stavební kompresory.
S převzetím firmy Vereinigten Westdeutschen Waggonfabriken („Westwaggon“), vyrábějící v Kolíně a Mohuči se od roku 1953 Deutz několik let zabýval i výrobou tramvají. Výroba autobusů Magirus-Deutz byla v roce 1955 z továrny v Ulmu převedena do továrny Westwaggon v Mohuči.
Od roku 1962 KHD neustále zvyšoval svůj akciový podíl ve firmě Fahr, výrobci traktorů a zemědělských strojů, v roce 1975 jej převzal. Vyráběné traktory se v Evropě prodávaly pod značkou Deutz-Fahr a v USA pod značkou Deutz-Allis.
KHD se značkou Magirus-Deutz se v šedesátých letech 20. století stal jedním z největších německých výrobců užitkových vozů. Vozy se prodávaly po celém světě a motory byly částečně vyráběny v licenci v jiných zemích.

#### Období 1970–1983
Velké investice do vývoje nových modelů Magirus-Deutz a výstavba nových výrobních prostor v Ulmu způsobily koncernu KHD finanční těžkosti. V roce 1970 byla zastavena produkce lokomotiv. V roce 1974 došlo přesto k podepsání dohody o dodávce 9500 těžkých nákladních vozů Magirus-Deutz do SSSR. Měly být nasazeny na Sibiři na stavbě Bajkalsko-amurské magistrály (ale velká část byla později použita při otevírání nových ropných nalezišť na Sibiři. V roce 1976 byl tzv. „Delta-Projekt“ hotov a vozy dodány. Se svými vzduchem chlazenými motory měla firma oproti konkurenci velkou výhodu a razila heslo: „Kde není žádná chladicí kapalina, tam také žádná nezamrzá“.
KHD (tak jako mnoho jiných výrobců nákladních automobilů) hledal v 70. letech strategického partnera. Po nezdařených jednáních s firmou Daimler-Benz se z firmy Deutz začátkem roku 1975 vyčlenila nová společnost Magirus-Deutz AG a spojila se s nově založenou společností IVECO. IVECO byl podnik vzniklý spojením několika evropských výrobců, KHD se na něm podílelo dvaceti procenty, zbylých 80 % vlastnil Fiat.
KHD se soustředil opět na výrobu motorů. Připravoval se na velké zakázky na americkém trhu, kam chtěl dodávat vzduchem chlazené vznětové motory (v době po ropné krizi v polovině 70. let, která upřednostnila úspornější diesely) pro americkou armádu. Poté, co US Army zamítla vzduchem chlazené motory pro jejich vyšší hlučnost, znamenalo neuskutečnění plánů pro Deutz finanční katastrofu.

### Deutz AG (1983 do současnosti)
V roce 1985 převzal KHD firmu Motorenwerke Mannheim (MWM). Dnes v Mannheimu vyrábí především plynové turbíny pro výrobu elektřiny a velké dieselové motory. V tom samém roce Deutz převzal i část francouzského výrobce zemědělských strojů Allis-Chalmers.
O deset let později prodala firma Deutz celou výrobu zemědělských strojů italské skupině Same. Od roku 1997 se vrátila zpět k názvu DEUTZ AG. Od roku 2001 se věnuje i výrobě technologických celků.
DEUTZ AG má v současnosti (31. prosinec 2011) 4060 zaměstnanců, z toho 1200 mimo Německo. Ovládá 22 dceřiných společností a má zastoupení ve 130 zemích světa. Roční obrat firmy se pohybuje okolo 1,5 miliardy Euro.
Továrny firmy se nacházejí v Kolíně nad Rýnem, Mannheimu, Ulmu a ve Španělsku. 7. prosince 2006 byl založen joint venture podnik s čínskou firmou FAW, největším čínským výrobcem nákladních automobilů.